# Струмяни (община)
Община Струмяни се намира в Югозападна България, съставна община на област Благоевград.

## География

### Географско положение, граници, големина
Общината се намира в западната част на област Благоевград и с площта си от 355,19 km2 заема 7-мо място сред 14-те общини на областта, която представлява 5,51% от територията на областта. Границите ѝ са следните:
- на север – с община Кресна;
- на югоизток – с Община Сандански;
- на юг – с Община Петрич;
- на запад – със Северна Македония.

### Релеф, води, климат, фауна

#### Релеф
Територията на община Струмяни представлява една изключително интересна мозайка от различни типове релеф – котловинно-долинен, ниско-, средно- и високопланински. Около 3/4 от територията ѝ на запад се заема от ридовете на Малешевска планина с най-висока точка връх Голак 1453 m. В най-югозападната част, в землището на село Никудин, южно от река Лебница се простират крайните северни разклонения на планината Огражден с връх Фичов чукар 1158 m. Около 15% от територията ѝ на изток попада в западните склонове на Северен Пирин и тук се намира най-високата точка на общината – връх Синаница 2516 m. Останалите около 20% от земите са разположени по долината на река Струма, която тук представлява северната част на Санданско-Петричката котловина. Тук в корито на реката е и най-ниската точка на община Струмяни – около 114 m н.в. Тези земи имат висока степен на усвоеност и голямо значение за развитието на селското стопанство, което определя по-голямата гъстота на населението и концентрация на икономическите функции на общината. От особена важност са добре изразените надзаливни тераси на Струма, като почти всички представляват обработваеми земи.

#### Води
През средата на общината, от север на юг, през Санданско-Петричката котловина преминава около 15 km от течението на река Струма. По своето течение в общината Струма получава 6 по-големи притока и множество по-малки.
Десните притоци са реките Цапаревска, Седелска, Войче и Лебница (част от горното течение). Тези реки водят началото си от Малешевска планина, като водосборите и са значителни и хидрографската им мрежа е с голяма гъстота. Те и техните притоци текат в дълбоко врязани легла, много често между скалисти брегове. Горните части на водосборните им басейни са заети изцяло от пасища и ливади. Поради слабата залесеност на планината повечето от тези реки са с пороен характер. излизайки от планината и навлизайки в Санданско-Петричката котловина, преди да се влеят в Струма, поройните реки и долове се разливат и образуват и образуват големи нестабилни наносни конуси. Всичките те са с непостоянен дебит.
Левите притоци са реките Градешка (Злинска) и Белишка (Шашка), дебитът на които е силно повлиян от сезоните и дъждовете и снеготопенето в Северен Пирин. Втората река се характеризира с изключително стихиен и пороен характер, причина за чести наводнения.
На територията на общината са изградени 10 изкуствени водоема с различен обем, от които 7 са зарибени. Техните води и тези на част от реките се използват за напояване.

#### Климат
По изработеното климатично райониране на България в Атласа на НРБ от 1973 по-голямата част от общината попада в Планинската климатична област, а останалата в преходносредиземноморската. Първата подобласт обхваща частите на Пирин и Малешевска планина и се характеризира с по-дълга зима и прохладно и късо лято.
В Санданско-Петричката котловина климатът е преходносредиземноморски. Зимата се характеризира с отсъствието на силни студове (средната януарска температура е 2,5ºС), лятото е сухо и горещо (средна юлска температура 24,3ºС), а есента е дълга и топла. Пролетта настъпва сравнително рано, като средната температура на въздуха се задържа устойчиво над 5ºС от 19 февруари, а за високите части на планините тази дата е чак 9 май.
Валежите са около средните за България (650 mm/год) по долината на Струма от юг нахлуват часто топли ветрове, а от север, значително по-рядко – студени ветрове.

#### Фауна
Фауната се отличава със сравнително голямо видово разнообразие. често срещани са заекът, катерицата, вълкът, дивата свиня, лисицата, сърната. В Малешевска планина, макар и все по-рядко, може да се види дивата котка, а в Пирин, в границите на Националния парк обитава дивата коза.
От птичата фауна най-разпространени са врабец, гугутка, гълъб, сокол, лястовица, славей, синигер, орел, сокол-лешояд, дрозд, яребица, кеклик, фазан. Сезонно при прелет от Егейско море по долината на Струма могат да се видят пеликани, чапли, щъркели, лебеди, зеленоглави патици и други.
река Струма изобилства с различни видове риба – черна мряна, скобар, костур, струмски голеш, шаран, сом и раци.

## Население

### Етнически състав (2011)
Численост и дял на етническите групи според преброяването на населението през 2011 г.:
|                     | Численост | Дял (в %) |
| Общо                | 5 778     | 100.00    |
| Българи             | 4 399     | 76.13     |
| Турци               | 9         | 0.16      |
| Цигани              | 124       | 2.15      |
| Други               | 90        | 1.56      |
| Не се самоопределят | 8         | 0.14      |
| Неотговорили        | 1148      | 19.87     |

### Населени места
Общината има 21 населени места с общо население 4634 жители към 7 септември 2021 г.
| Населено място | Население (2021 г.) | Площ на землището km2 | Забележка | Населено място | Население (2021 г.) | Площ на землището km2 | Забележка                      |
| -------------- | ------------------- | --------------------- | --------- | -------------- | ------------------- | --------------------- | ------------------------------ |
| Велющец        | 2                   | 13,554                |           | Колибите       | 1                   | 8,910                 |                                |
| Вракуповица    | 5                   | 6,658                 |           | Кърпелево      | 19                  | 14,465                |                                |
| Гореме         | 56                  | 28,200                |           | Махалата       | 26                  | 12,463                |                                |
| Горна Крушица  | 35                  | 19,644                |           | Микрево        | 2130                | 18,218                |                                |
| Горна Рибница  | 2                   | 17,345                |           | Никудин        | 69                  | 16,429                |                                |
| Добри лаки     | 113                 | 26,790                |           | Палат          | 25                  | 17,484                |                                |
| Драката        | 140                 | 2,797                 |           | Раздол         | 159                 | 13,077                |                                |
| Игралище       | 218                 | 26,174                | Игралища  | Седелец        | 18                  | 13,059                |                                |
| Илинденци      | 658                 | 54,066                | Белица    | Струмяни       | 725                 | -                     | в з-щето на с. Илинденци       |
| Каменица       | 95                  | 7,485                 |           | Цапарево       | 115                 | 28,490                |                                |
| Клепало        | 23                  | 9,882                 |           | ОБЩО           | 4634                | 355,190               | 1 населено място е без землище |

## Административно-териториални промени
- Писмо № 6259 на МВР/обн. 17.07.1922 г. – признава н.м. Драката за с. Драката;
- МЗ № 1695/Обн. 27.09.1937 г. – заличава м. Решково;
- Указ № 334/обн. – преименува с. Белица на с. Илинденци;
- през 1956 г. – осъвременява името на с. Игралища на с. Игралище без административен акт;
- Указ № 1840/Обн. 24.11.1970 г. – обединява гар. с. Гара Огражден и с. Микрево и образува ново населено място с. Струмяни;
- Указ № 250/Обн. 22.08.1991 г. – отделя кв. Микрево от с. Струмяни и го признава за отделно населено място – с. Микрево

## Туризъм
Специфичните природни дадености на територията на общината благоприятстват за развитието на екологичен и устойчив туризъм. Има добри условия за практикуване на различни рекреационни дейности в горска среда и по поречието на Струма.
Забележителните форми на релефа в общината са множеството причудливи скални феномени: Черната скала, медена скала, Мирова скала, Кутлева скала, Щавенска скала Куклицата, скалният ансамбъл в местността Зандана и други, формиращи цял комплекс в и около село Илинденци. Характерна особеност на Пиринската част на общината е наличието на 18 пещери в землището на същото село. Пирин дава богати възможности за отдих и туризъм, а високопланинските езера и пасища формират неповторим пейзаж.

## Транспорт
По левия (източен) долинен склон на река Струма, в обсега на Санданско-Петричката котловина преминава около 7-километров участък от трасето жп линия София – Благоевград – Кулата.
През общината преминават частично или изцяло 3 пътя от Републиканската пътна мрежа на България с обща дължина 54,4 km:
- участък от 6,7 km от Републикански път I-1 (от km 412,5 до km 419,2);
- целия участък от 35,9 km от Републикански път III-1008;
- участък от 11,8 km от Републикански път III-1082 (от km 13,8 до km 25,6).

## Топографска карта
- Лист от карта K-34-83. Мащаб: 1 : 100 000.
- Лист от карта K-34-94. Мащаб: 1 : 100 000.
- Лист от карта K-34-95. Мащаб: 1 : 100 000.